# Ceriana gloriosa
Ceriana gloriosa är en tvåvingeart som först beskrevs av Hull 1944.  Ceriana gloriosa ingår i släktet griffelblomflugor, och familjen blomflugor.
Artens utbredningsområde är Uganda. Inga underarter finns listade i Catalogue of Life.